# Habranthus araguaiensis
Habranthus araguaiensis é uma espécie de planta do gênero Habranthus. É encontrada nos estados brasileiros de Goiás e Tocantins.